# Династія Еріків
Династія Еріків (швед. Erikska ätten) була середньовічним шведським королівським кланом з декількома претендентами на трон між 1150 і 1220 рр., конкуруючи за королівство Швеції з династією Сверкерів. Перший король з династії Еріків був Ерік IX Святий, від якого вона отримала свою назву. Майже всі наступні королі Швеції були нащадками династії Еріків.
Династія Еріків виступала за Варнгемське абатство, і кілька його членів там поховані.
Матер'ю династії була дружина Еріка IX Христина Бйорнсдоттер, котра, як стверджує легенда, була внучкою короля Інге I Старшого, який скасував язичництво.

## Історія
Дві гілки династії вступили в конфлікт у 1226 році. Кнут II Довгий, нібито дорослий спадкоємець Філіпа, молодшого сина Еріка IX, скинув неповнолітнього Еріка XI, «шепелявого та кульгавого» (läspe och halte), який повернув собі корону в 1234 році. Конфлікт продовжувався між королівською старшою гілкою і двома синами Кнута, поки сини не були страчені в 1248 і 1251 роках.
Ерік XI був останнім королем патрилінійної гілки цієї династії. Він помер у 1250 році і, очевидно, не залишив дітей, що вижили. Хоча деякі романтичні генеалогії, а пізніше і дослідження, що вплинули на них, приписують йому одну-дві дочки, вони, швидше за все, були дочками його сестри і Біргер Ярла. Племінник Еріка XI, тоді ще неповнолітній син його сестри Інгеборг, був обраний царем Вальдемаром I, під регентством свого батька Біргера Ярла.
Походження з цього будинку розглядалося як «тверда валюта» в середньовічній і ранній сучасній боротьбі за владу, що деякі претенденти (особливо Карл VIII Кнутсон) навіть фабрикували генеалогію, щоб показати, що вони теж були спадкоємцями династії Еріків.